# Црква Светог Трифуна на Топчидерском гробљу
Црква Светог Трифуна на Топчидерском гробљу у Београду је једна од цркава Архиепископије београдско-карловачке Српске православне цркве. Старешина храма од 1988. до 2016. године, био је протојереј-ставрофор Дејан Дејановић.

## Историја
Ова малена црква је завештањем њеног ктитора, великог српског добротвора и задужбинара Николе Спасића, почев од изградње 1905. године, првобитно била намењена једино за његово гробно место, уз аманет да се само два пута годишње у њој служи Света литургија – на дан Крсне славе породице Спасић, Светог мученика Трифуна, и на дан његовог упокојења. Пошто се, по повлачењу преко Албаније, ктитор Никола Спасић тешко разболео у Грчкој, његова последња жеља, пред упокојење на Крфу 1916. године, била је да по окончању Првог светског рата његово тело буде пренето у загробну цркву - задужбину Св. муч. Трифуна на Топчидерском гробљу у Београду. И, заиста, знаменита задужбина Николе Спасића овај аманет својег оснивача испунила је 1923. године.

Од 1988. године када је у ову цркву на службу дошао протојереј-ставрофор Дејан Дејановић, литургија се служила на све празнике посвећене српским, руским и грчким светитељима без обзира на то да ли је „црвено слово“ или не. Непрестано поучавајући и исповедајући своју духовну децу, прота Дејан је окупио братство од преко две хиљаде верника.

## Галерија
- Мозаик који представља лик Светог Трифуна
- Натпис изнад врата
- Иконостас
- Унутрашњост цркве након новог реновирања
- Надгробна спомен плоча Николе Спасића у цркви
- Надгробна спомен плоча Лепосаве Спасић, Николине супруге, на спољном зиду цркве, десно од врата